# Privlaka (Zadar)
Pour les articles homonymes, voir Privlaka.
Privlaka est un village et une municipalité située en Dalmatie, dans le comitat de Zadar, en Croatie. Au recensement de 2001, la municipalité comptait 2 199 habitants, dont 98,09 % de Croates et le village seul comptait également 2 199 habitants.
Lieu de naissance du très célèbre combattant MMA Mirko "Crocop" Filipovic. 

## Localités
La municipalité de Privlaka ne compte qu'une seule localité, le village éponyme de Privlaka.

## Personnalités
- Josip Skoblar (1941- ) footballeur international yougoslave né à Privlaka.